# Tauresium
Tauresium – miejsce urodzenia cesarza Justyniana. Obecnie w północnej Macedonii Północnej w okolicy Skopje, nosi nazwę Taor.